# Teste de carga
Teste de carga é usado para verificar o limite de dados processados pelo software até que ele não consiga mais processa-lo. Também é conhecido como teste de Volume.
Usado para validar e avaliar a aceitabilidade dos limites operacionais de um sistema de acordo com cargas de trabalho variáveis, ao passo que o sistema em teste permanece constante. Em geral, as medições são tomadas com base na taxa de transferência de dados da carga de trabalho e no tempo de resposta da transação alinhado.